# Monte Orello
Il Monte Orello è un rilievo dell'isola d'Elba, la più alta del settore centrale, che raggiunge 377 metri di altitudine.
Il toponimo Orello, che nelle antiche cartografie risulta Lorello, deriva dal latino laurus («alloro») in relazione alla vegetazione locale. 
Notevole è la presenza del carpino nero.
Alle pendici del rilievo, nel 1975, fu rinvenuta una serie di sepolture di età etrusca con corredi funerari consistenti in candelabri di piombo e patere in argilla a vernice nera. Dal Monte Orello proveniva la conduttura idrica che alimentava la cisterna della sottostante Villa romana delle Grotte. Sulla sommità del monte, oggi caratterizzata da un'estesa pineta di rimboschimento, agli inizi del XIX secolo si trovava un telegrafo ottico. Sul Monte Orello esistono inoltre numerosi bunker risalenti alla seconda guerra mondiale.